# Charles Town-About
Charles Town-About war eine US-amerikanische Automobilmarke, die 1958 und 1959 von der Stinson Aircraft Tool & Engineering Corporation in San Diego in Kalifornien gebaut wurde.
Charles H. Graves, Vizepräsident der Gesellschaft, ließ  ein elegantes, viersitziges Coupé mit zwei Türen bauen, dessen GFK-Karosserie einem VW Karmann Ghia ähnlich sah und die Heckleuchten eines DeSoto von 1957 hatte. Zum Antrieb dienten zwei Elektromotoren an den Hinterrädern, die je 2,35 kW entwickelten. Die Reichweite des 1359 kg schweren und US$ 2895 teuren Fahrzeuges lag bei 120–130 km.
Ein Pick-up namens Van-About war zwar in Planung, wurde aber nie gefertigt.